# Ultuna studentkår
Ultuna studentkår, ULS, är den största av de åtta kårerna vid SLU, Sveriges Lantbruksuniversitet. ULS kårlokaler finns på Ultuna campus fem kilometer söder om Uppsala centrum.
Kåren bedriver studiebevakning, värnar goda näringslivskontakter och driver studiesocial frågor. Utöver detta har kåren en rad utskott som förgyller studenternas fritid genom arrangerandet av middagar, examensbaler, pubar, studieresor, studentspex, mottagning av nya studenter, bastande, fika, mm. Ultuna Studentkår är medlem i Sveriges Förenade Studentkårer.
ULS ger ut medlemstidningen Ultunesaren.

## Historik
- 1846 Kung Oscar I undertecknar stadga för Ultuna Lantbruksinstitut.
- 1849 De första eleverna anländer till Ultuna. Ultuna lantbruksinstitut startar sin egentliga verksamhet.
- 1850-talet Studenterna införskaffar ett piano samt de första båtarna. Först Helan, sedan Halvan.
- 1865 Årets nya studenter ärvde från sin "äldrekurs" diverse kåregendomar, ett piano, två båtar samt en skuld på 256 riksdaler. Ultuna elevförening konstitueras. Föreningen lånar bland annat ut pengar till sina medlemmar. Föreningen läggs ned ganska snart.
- 1868 Ultuna elevkår konstitueras. Eleverna flyttar från Proffeborg till Kåken.
- 1874 Agronomringen instiftas.
- 1882 Agronomringen får sitt nuvarande utseende.
- 1906 Ultuna elevkårs fana invigs.
- 1932 Ultuna elevkår upplöses. Traditioner och verksamhet överflyttas till nybildade Lantbrukshögskolans Studentkår. Förste kurator var Sigurd Eriksson. Professor Christian Barthel blev inspektor.
- 1934 Aron Westerlund blir inspektor.
- 1935 Depris invigs. Kåren mottager ut konungens hand sin nuvarande fana.
- 1949 Nya kårlokaler invigs. De sista studenterna lämnar Kåken i och med Kåkens gravöl.
- 1950 Karl Fredrik Svärdström väljs till inspektor.
- 1964 Ewert Åberg väljs till inspektor.
- 1974 Birger Granström väljs till inspektor.
- 1975 Kåren flyttar tillsammans med Veterinärmedicinska föreningen in i ULS nuvarande kårhus.
- 1977 SLU bildas genom en sammanslagning av tre högskolor.
- 1984 Per Göran Knutsson väljs till inspektor.
- 1991 Veterinärmedicinska föreningen flyttar till egna kårlokaler invid klinikcentrum.
- 1994 Claes I:son Lundin väljs till inspektor.
- 1996 Medlemsantalet ökar drastiskt i och med att tre nya magisterprogram inrättas. LHS delas upp i Ultuna studentkår och Alnarps studentkår.
- 1999 Ultuna firar 150-årsjubileum som studieort. Bengt Guss väljs till inspektor.
- 2002 Kåren får två befattningar, ordförande och utbildningsansvarig, heltidsarvoderade.
- 2007 En kårhusrenovering genomförs. Kårverksamheten är under våren tillfälligt förflyttad till Kåken.
- 2009 Erling Strandberg väljs till proinspektor.
- 2011 En tredje heltidsarvoderad befattning, kårhusmästare, införs.
- 2019 Cecilia Mark-Herbert väljs till proinspektor
- 2020 Anna Wistedt väljs till inspektor.

De första sammanslutningarna konstituerades redan 1865 men det är först från 1868 som man kan tala om en kår som lever än idag. Den första elevföreningen upplöstes på grund av interna stridigheter. Sedan 1868 har det dock funnits en sammanslutning utan uppbrott som dock fått ge vika för yttre förändringar. Därav namnförändringarna från Ultuna elevkår, via Lantbrukshögskolans studentkår (Lantbruksinstitutet blir Lantbrukshögskola med säte på Alnarp och Ultuna), till dagens Ultuna studentkår (Lantbrukshögskola blir Lantbruksuniversitet).